# Castell de Viuet
El Castell de Viuet és un castell medieval del terme del Pont de Suert, dins de l'antic terme de Llesp, pertanyent a l'Alta Ribagorça. És al cim del turó que hi ha damunt del poble de Viuet.
Esmentat el 1085, fou un feu dels barons d'Erill, que fou objecte de diversos pactes, intercanvis i donacions que també el relacionaren amb el monestir de Sant Andreu de Barravés.
Damunt de la roca que domina el poble hi ha algunes restes del castell, com els murs perimetrals i diverses restes més, difícils de veure per la invasió de la vegetació a causa de l'abandonament del lloc.